# Seth Boyden
Seth Boyden (Foxborough, 17 de novembro de 1788 — 31 de março de 1870) foi um inventor estadunidense.
Irmão de Uriah Boyden.